# Pocket Kodak (1895)

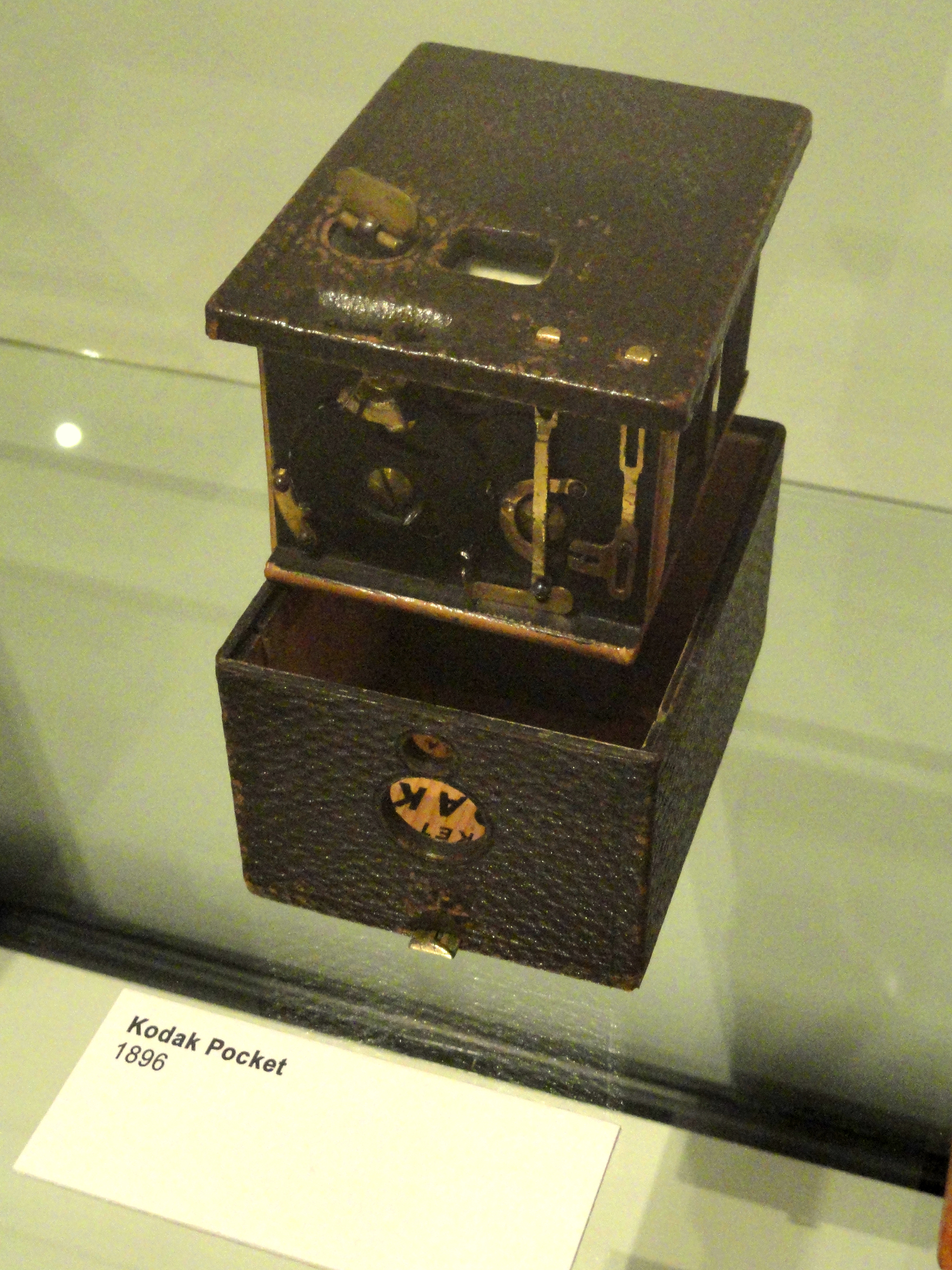
Modelo mejorado de la cámara, de 1896.

La Pocket Kodak es una cámara fotográfica de pequeñas dimensiones que fue introducida en julio del 1895 por la compañía estadounidense Eastman Kodak. Se trata de una cámara con forma de caja de madera recubierta de piel, que utilizaba la cinta de celuloide para registrar las fotografías. Además, la cámara incorporaba un pequeño visor mediante el cual el fotógrafo podía controlar los valores de la exposición fotográfica. Esta cámara es un producto importante dentro de la historia de la fotografía porque contribuyó a la democratización de la fotografía en la última década del siglo XIX, facilitando el acceso a realizar fotografías a toda la población.

## Características
La cámara Pocket Kodak utilizaba el mecanismo de celuloide número 102 con un carrete perforado en un lado creado expresamente por este modelo de cámara. El tamaño de las imágenes que disparaba era de 35x50mm. La cámara venía de fábrica con 12 carretes de celuloide incorporados a la caja, pero no estaban preparados para ser utilizados. El visor por el cual el fotógrafo observaba aquello que quería capturar era redondo, y fue cambiado por uno de cuadrado en modelos posteriores de la Pocket Kodak. Además, la cámara era una pequeña caja de madera recubierta con piel (inicialmente la piel era de color rojo, más tarde se fabricaron cámaras con piel negra). La cámara también podía ser utilizada mediante láminas fotográficas, aunque, entonces tenía que ser recargada en un espacio oscuro (en este caso, la parte trasera de la cámara se podía extraer y en su lugar se situaba una placa de metal). Hay que destacar que la cámara era de una medida reducida: por eso fue denominada Pocket Kodak (Kodak "de bolsillo").
Respecto a las características formales de la cámara, la Pocket Kodak disponía de una apertura fija de diafragma de f10 la cual hacía 65mm de diámetro. El obturador era instantáneo y se disponía en una pequeña placa. La velocidad de obturación disponible era de 12, 1, 1/2" y 2". Además, el panel de obturación era desmontable.

## Publicidad
La Pocket Kodak de 1895 fue vendida por 5$. El lema publicitario utilizado para popularizar la cámara fue "Big Pictures From a Little Camera" (grandes fotos de una pequeña cámara) aparte del emblema ya utilizado anteriormente por otras cámaras Kodak de "One Button Does It, You Press It" (un botón lo hace todo, tú solo lo tienes que pulsar). Además, el anuncio de la Pocket Kodak afirmaba que:
- El cliente podía guardar la cámara en el bolsillo.
- Tan solo pesaba 5 onzas.
- Las fotografías hechas podían ser agrandadas en formatos mayores sin problema.
- Podía recargarse con cinta de celuloide o con paneles de vidrio en plena luz del día.
- Afirmaba que no se trataba de un juguete, sino de una Kodak completa a pequeña escala.
- Destacaba que tenía el mismo valor que una cámara de 75$.
- Podía ser utilizada en trípodes o a mano.
- El paquete de la cámara incluía un manual de esta muy detallado.

Además, el anuncio incorporaba una fotografía de la cámara cogida por una mano, poniendo a prueba, así, la medida reducida de la cámara.
Esta cámara estaba enfocada a usuarios aficionados (que no estaban interesados en los avances técnicos y artísticos de la fotografía), y en cierto modo, ayudó a popularizar la fotografía. Las fotografías disparadas por la Pocket Kodak acostumbraban a ser de ámbito familiar.

## Otros modelos
La primera Pocket Kodak fue anunciada el julio de 1895, pero este mismo modelo tuvo muchas más versiones. El año 1896, debido al éxito de la primera versión, Eastman Kodak Co. lanzó una nueva versión actualizada a la venta. El visor de esta nueva versión era ahora rectangular y disponía de tres velocidades de obturación para elegir, el objetivo era estandarizar el diseño. El año 1987 apareció el primer modelo de Folding Pocket Kodak que permitía abrir la cámara de forma que la lente se desplazaba ligeramente. En pleno siglo XX, en 1972, aparece la Pocket Kodak Instamatic, un modelo de cámara enfocado a la fotografía instantánea.